# Charles J. Berry
Charles J. Berry (10 de julio de 1923-3 de marzo de 1945) fue un cabo en el Cuerpo de Marines de los Estados Unidos. Recibió la Medalla de Honor por sus contribuciones en la Segunda Guerra Mundial. Al finalizar sus estudios de secundaria, Berry se alistó en el Cuerpo de Marines. Fue enviado a Parris Island, Carolina del Sur, donde completo el periodo de instrucción. Su primera misión fue cuando formó parte del 1.erBatallón  de Paracaidistas, en las Islas Salomón. Murió el 3 de marzo de 1945 durante el Día D en una misión en Iwo Jima, razón por la cual le fue dada la medalla de honor.

## Medallas otorgadas
|  | Medalla de Honor                           |
|  | Corazón Púrpura                            |
|  | Presidential Unit Citation                 |
|  | Medalla del Servicio de Defensa Americano  |
|  | Medalla de la Campaña Americana            |
|  | Medalla de la Campaña Asiática-Pacífica    |
|  | Medalla de Victoria Segunda Guerra Mundial |